# Possessed
Possessed (в переводе с англ. — «одержимый») — метал-группа из США, играющая в стиле дэт-метал. Группа известна благодаря своему инновационному альбому «Seven Churches» (1985), который наряду с альбомом «Scream Bloody Gore» группы Death считается одним из первых альбомов дэт-метала. Вокалист и бас-гитарист группы Джефф Бесерра считается одним из первых вокалистов, использовавших такой приём пения, как гроулинг. Демозапись группы под названием «Death Metal», возможно, и дала название жанру.

## История
Группа была основана в Сан-Франциско в 1983 году. Участники Possessed пригласили Джеффа Бесерру занять место вокалиста группы, так как предыдущий певец, Барри Фиск, покончил с собой. Следующие несколько лет группа формировала и оттачивала свой особый стиль, иногда выступая в местных клубах. Во время ранних выступлений Possessed встретились с трэш-метал-группой Exodus. Участникам Exodus удалось привлечь внимание Брайана Слэйджела (главы Metal Blade Records) к первой демозаписи Possessed, состоявшей из четырёх композиций. Слэйджел проявил интерес к группе и предложил разместить одну из песен на готовящейся к выходу компиляции «Metal Massacre 6». Ей стала композиция «Swing of the Axe». Вслед за выпуском сборника из-за творческих разногласий из группы ушёл гитарист Брайан Монтана (ему не нравился сатанистский имидж группы). Заменой ему стал Ларри ЛаЛонд. Metal Blade не выказали желания подписывать контракт с Possessed, но зато другой лейбл, Combat Records, узнал о группе благодаря «Metal Massacre 6». Possessed подписали контракт с Combat и выпустили свой дебютный альбом «Seven Churches» в 1985 году. Спродюсированная Рэнди Бернсом и записанная участниками Possessed во время их пасхальных каникул пластинка стала самой продаваемой, из выпущенных на Combat Records.
За выпуском альбома последовало турне, в рамках которого Possessed отыграли концерт вместе со Slayer и Venom в Сан-Францискском Kabuki в 1986 году. На хэллоуин 1986 года группа выпустила свой второй альбом «Beyond the Gates». Продюсером стал Карл Кеннеди, который не справлялся со своими задачами в полной мере. Но плохое продюсирование не помешало реализации идей талантливых Джеффа Бесерры, Майка Торрао и Ларри ЛаЛонда, воплощённых в некоторых композициях пластинки. Альбом был тепло принят поклонниками в Европе, но не достиг уровня «Seven Churches».
После турне по США группа выпустила мини-альбом «The Eyes of Horror». Продюсером на этот раз был известный гитарист Джо Сатриани, а наибольший вклад в написание внёс ЛаЛонд. Несмотря на хорошую продюсерскую работу, релиз не стал успешным, так как группа сделала больший уклон в сторону трэш-метала и отошла от сатанистской тематики лирики. Это, возможно, и стало причиной распада группы: ЛаЛонд ушёл в группу Blind Illusion, затем в Primus, а Бесерра остался парализованным ниже пояса в результате ограбления и применения оружия двумя наркоманами.
Майк Торрао возобновил деятельность Possessed в 1993 году, собрав бывших участников групп Machine Head и Pro-Pain. Группа в новом составе распалась в том же году, выпустив две демозаписи.
В 2007 году было объявлено, что Джефф Бесерра будет выступать под именем Possessed на фестивале «Wacken Open Air» вместе с участниками группы Sadistic Intent.
Джефф Бессерра продолжил выступать под названием Possessed, в 2010-м году сменив весь состав группы, кроме барабанщика Емилио Маркеза, при этом остальные музыканты продолжали меняться. Современный состав группы сформировался в 2016 году.
В 2019 году, через 33 года после последней записи, группа выпустила новый полноформатный альбом «Revelations of Oblivion».

## Стиль. Истоки. Влияние
Possessed часто называют первой дэт-метал-группой в основном из-за гроулингового вокала Джеффа Бесерры. На творчество группы сильное влияние оказал первый альбом Slayer «Show No Mercy», но группа выделилась инновационным вокалом, который, таким образом, фактически, отделил дэт- от трэш-метала. Для большей части лирики характерна сатанистская тематика. Первый альбом был восхвален за брутальность и высокую скорость исполнения, но второй полноформатный релиз группы, «Beyond the Gates», разочаровал как большинство фанатов, так и критиков. Альбом потерял скорость и тяжесть предшественника, и это сказалось на популярности группы. По этим причинам группу в основном помнят за первый альбом.

## Участники группы в наше время
Джефф Бесерра до сих пор остаётся активным в кругах экстремального метала Северной Калифорнии.
Майк Сас получил учёную степень в психологии и в данный момент помогает реабилитироваться раненым людям и консультирует людей с наркотической зависимостью.
Ларри ЛаЛонд присоединился к группе Blind Illusion, а после выпуска первого альбома «The Sane Asylum» (1988) вместе с басистом Лесом Клэйпулом основал группу Primus в 1989. Интересен тот факт, что Ларри ЛаЛонд в одном из интервью вместо ответа на вопрос о пребывании в такой сатанистской группе, как Possessed, стал отрицать всякое в ней участие.
В 1993 году Майк Сас и Майк Торрао окончательно ушли из музыки и выбрали иной род занятий.
10 мая 2019 года после перерыва в 33 года группа выпустила новый альбом Revelations Of Oblivion.

## Дискография

### Студийные альбомы
| Дата выпуска    | Название                | Лейбл                             |
| --------------- | ----------------------- | --------------------------------- |
| октябрь 1985    | Seven Churches          | Relativity Records Combat Records |
| 31 октября 1986 | Beyond the Gates        | Relativity Records Combat Records |
| 10 мая 2019     | Revelations Of Oblivion | Nuclear Blast                     |

### Концертные альбомы
| Дата выпуска | Название                     | Лейбл              |
| ------------ | ---------------------------- | ------------------ |
| 2004         | Agony in Paradise            | Agonia Records     |
| 2007         | Possessed by Evil Hell (DVD) | Mutilation Records |

### Сборники
| Дата выпуска     | Название         | Лейбл                             |
| ---------------- | ---------------- | --------------------------------- |
| 15 сентября 1992 | Victims of Death | Relativity Records Combat Records |
| 2003             | Resurrection     | Agonia Records                    |
| 6 июня 2006      | Ashes from Hell  | Relativity Records                |

В 2004 году был выпущен альбом с кавер-версиями песен Possessed под названием Seven Gates of Horror. В его состав вошли каверы Cannibal Corpse, Vader, God Dethroned, Amon Amarth и других известных дэт-метал-групп. Песня «The Exorcist» (на альбоме представлен кавер Sadistic Intent с Джеффом Бесеррой в качестве вокалиста) ранее был выпущен на мини-альбоме Cannibal Corpse под названием Hammer Smashed Face.

### Демо /мини-альбомы/Сплиты
| Дата выпуска   | Название                       | Лейбл               | Тип         | Комментарии |
| -------------- | ------------------------------ | ------------------- | ----------- | --- |
| 1984           | Death Metal                    | Выпущено независимо | Демо        | Первое в мире демо дэт-метала, давшее название жанру. Это не до конца соответствует истине: в том же году у группы Death вышло демо Death by metal, примерно с таким же звучанием. Песня «Fallen Angel» была записано вместе с остальными песнями демо в самом конце сессии записи, но не вошла в него. |
| 1984           | Репетиционная запись           | Выпущено независимо | Демо        | |
| 1985           | Демо 1985 года                 | Выпущено независимо | Демо        | |
| 1985           | Pre-production Demo            | Выпущено независимо | Демо        | Композиции с сессий записи альбома Seven Churches. |
| 1985           | Демо Seven Churches            | Выпущено независимо | Демо        | Содержит все композиции с альбома за исключением «Holy Hell». |
| 1987           | The Eyes of Horror             | Combat Records      | Мини-альбом | Продюсирован Джо Сатриани. Был переиздан лейблом Century Media вместе с Beyond the Gates. |
| 22 января 1991 | Репетиционная запись 1991 года | Выпущено независимо | Демо        | Все композиции инструментальные. Состав на момент записи: Майк Торрао, Марк Штраусберг, Вальтер Райан, Боб Йост |
| октябрь 1991   | Демо 1991 года                 | Выпущено независимо | Демо        | |
| 1993           | Демо 1993 года                 | Выпущено независимо | Демо        | |
| 2003           | Resurrection                   | Agonia Records      | Сплит       | Содержит семь композиций Possessed (демо- и репетиционные записи), а также одну композицию нового проекта Джеффа Бесерры Side Effect под названием «Hemorrhage». |
| 10 апреля 2019 | Shadowcult                     | Legacy Magazine     | EP          | диск прилагается к 120 номеру журнала Legacy и содержит 3 новых песни (одна из них в демо-варианте) и два концертных трека |

## Состав группы

### Текущий состав
- Джефф Бесерра — вокал (1983—1989, 2007—настоящее время), бас-гитара (1983—1989)
- Эмилио Маркес — ударные (2007—настоящее время)
- Даниэль Гонсалес — гитара (2011—настоящее время)
- Роберт Карденас — бас (2012—настоящее время)
- Клодо Креме — гитара (2016—настоящее время)

### Бывшие участники
- Барри Фиск (Barry Fisk) — вокал (умер в 1983)
- Брайан Монтана (Brian Montana) — гитара (1983—1984)
- Ларри ЛаЛонд (Larry LaLonde) — гитара (1984—1988)
- Майк Торрао (Mike Torrao) — гитара (1983—1993)
- Майк Холлман (Mike Hollman) — гитара (1993)
- Пол Перри (Paul Perry) — бас-гитара (1993)
- Майк Сас (Mike Sus) — ударные (1983—1989)
- Колин Кармайкл (Colin Carmichael) — ударные (1991)
- Боб Йост (Bob Yost) — бас-гитара (1991—1992)